# Thomasschule zu Leipzig
La Escuela de Santo Tomás (en latín Schola Thomana, en alemán Thomasschule) es un renombrado colegio de educación secundaria (Gymnasium) en Leipzig. Sus orígenes se remontan al año 1212, lo que la hace una de las escuelas más antiguas de Europa y el mundo. El instituto es parte de un complejo triple: el aclamado coro infantil de Santo Tomás (Thomanerchor, cuyo Cantor fue, entre otros, Johann Sebastian Bach), la Iglesia de Santo Tomás y el mencionado instituto de educación secundaria.

## Historia
La escuela fue fundada a petición de Teodorico I de Meissen (1162-1221) como "schola pauperum" adjunta al convento de Santo Tomás en la ciudad de Leipzig. Con mucha probabilidad, las tres instituciones que forman parte del complejo fueron fundadas en la misma época. Una de sus primeras menciones data del año 1254 como "schola exterior", es decir, una escuela abierta para los hijos de los ciudadanos de Leipzig.
Desde 1539 la escuela de Santo Tomás se encuentra bajo la jurisdicción de la ciudad de Leipzig. Todos los miembros del renombrado coro son alumnos de la escuela. Sin embargo, existe también la posibilidad de educarse en ella también para menores que no forman parte del coro. Los miembros del coro (Thomanerchor) viven durante el año electivo en el internado.
Durante la Segunda Guerra Mundial, el edificio de la escuela de Santo Tomás se quemó por completo en la noche del 20 de febrero de 1944, siendo reconstruido en el año 2000.
El cantor del coro de Santo Tomás era también, hasta entrado el siglo XX, profesor en la escuela. Asimismo el rector del instituto formaba parte hasta 1970 del directorio del coro.

## Perfil académico

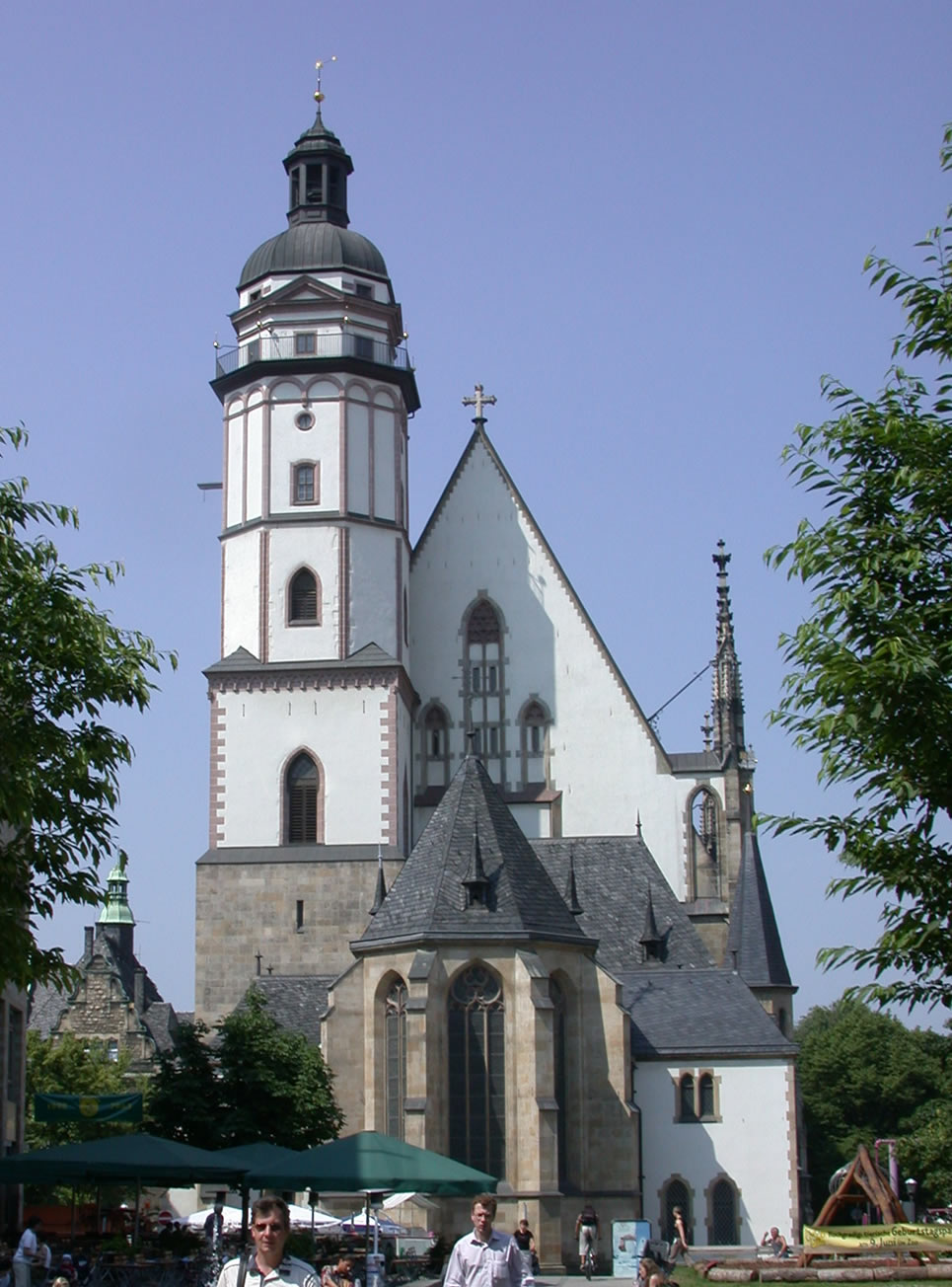
Iglesia de Santo Tomás (Thomaskirche).

Desde sus inicios, la escuela de Santo Tomás resaltó por su alto nivel académico en las lenguas clásicas, humanidades y arte, especialmente en la educación musical. Los integrantes del Coro Thomaner, los cuales viven en el internado de la escuela donde reciben clases especiales de música, asisten también a la Thomasschule y deben seguir el mismo programa académico que el resto de los alumnos.

### Idiomas
Las lenguas clásicas tienen una larga tradición en la Thomasschule. Todos los estudiantes tienen que aprender latín, sea como primera o segunda lengua extranjera. El inglés, como en todas las escuelas alemanas, también es obligatorio. A partir del 8.º grado es posible aprender griego antiguo, cuya enseñanza se remonta a los comienzos de la escuela. Tanto en latín como en griego antiguo es posible realizar el examen de cualificación alemán, Latinum y Graecum, respectivamente. Además, es posible aprender francés e italiano.

## Periódico escolar
El Thom Times es el periódico de la escuela. Fue fundado en el año 2001 y aparece trismestralmente con una edición de 300 ejemplares. Los temas sobre los que reporta son la escuela, análisis, política, cultura, pinboard y el Thom del mes. El Thom Times es editado en su totalidad por alumnos de la escuela que se encargan voluntariamente de la dirección del periódico .

## Escuelas hermanadas
Con las siguientes escuelas existe un programa de intercambio:
|  | College et Lycee Saint-Charles La Providence, Saint-Brieuc, Francia. |
|  | Pacific Crest Community School, Portland, Oregón, EUA.               |

## Cooperación
- Municipio de la ciudad de Leipzig, departamento de ayuda social.
- Asociación Nacional de legasténicos (Landesverand Legasthenie Sachsen e.V.)

## Forum Thomanum
El Forum Thomanum Leipzig e.V. es un proyecto educacional internacional que se encuentra aún en desarrollo. Al concluir el proyecto en el año 2012, para el 800 aniversario de la escuela, este contará con una escuela primaria, una guardería adjunta para el alumnado de esta, una academia internacional de música para jóvenes y la Iglesia de Lutero.

## Rectores
| - 1520-1522: Johannes Poliander - 1522-1539: Prof. Caspar Borner - 1637-1640: Abraham Teller - 1640-1676: Georg Cramer - 1676-1684: Prof. Jakob Thomasius - 1684-1729: Prof. Johann Heinrich Ernesti - 1730-1734: Prof. Johann Matthias Gesner - 1734-1762: Prof. Dr. Johann August Ernesti - 1767-1799: Prof. Johann Friedrich Fischer - 1800-1835: Prof. Friedrich Wilhelm Ehrenfried Rost | - 1835-1861: Prof. Johann Gottfried Stallbaum - 1861-1861: Dr. Karl Heinrich Adelbert Lipsius - 1861-1863: Prof. Dr. Friedrich Kraner - 1863-1881: Prof. Dr. Friedrich August Eckstein - 1881-1917: Prof. Dr. Franz Emil Jungmann - 1917-1935: Prof. Dr. Karl Tittel - 1935-1945: Dr. Alfred Jentzsch (nom.) - 1939-1945: Dr. Johannes Pinckert (komm.) - 1993-1999: Dr. Klaus Lindner - desde 1999: Kathleen Christiane Kormann |

## Profesores

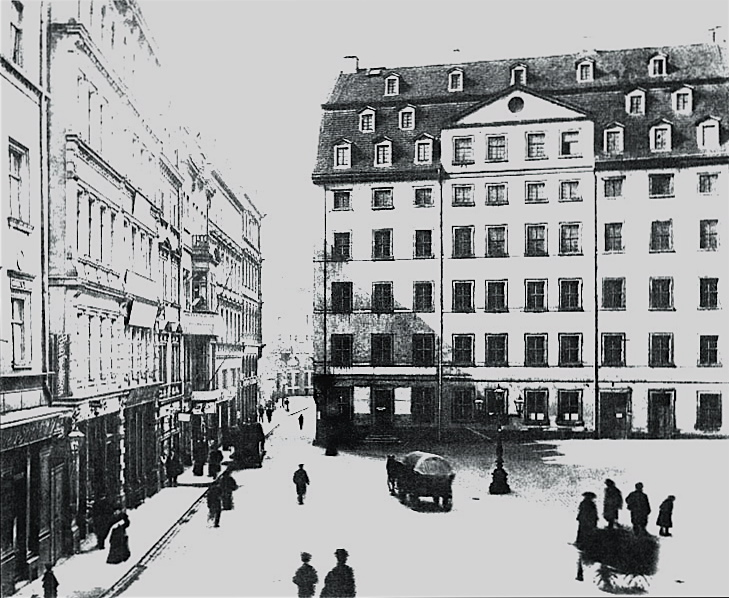
El apartamento de Bach en la escuela.

Muchas personalidades han enseñado en la escuela de Santo Tomás. Las más reconocidas son el Premio Nobel de Física Karl Ferdinand Braun (1850-1918) y el cantor y compositor Johann Sebastian Bach (1685-1750).

## Exalumnos
La lista de exalumnos es larga e impresionante. Entre ellos figuran los compositores Wilhelm Friedemann Bach (1710-1784), Carl Philipp Emanuel Bach (1714-1788), Johann Christian Bach (1735-1782), Johann Christoph Friedrich Bach (1732-1795), Richard Wagner (1813-1883), el pintor Julius Schnorr von Carolsfeld (1794-1872) y el poeta y médico Paul Fleming (1609-1640).

## Literatura

### En alemán
- Friedrich Wilhelm Ehrenfried Rost: Was hat die Leipziger Thomasschule für die Reformation getan? Staritz, Leipzig 1817.
- Friedrich Wilhelm Ehrenfried Rost: Beiträge zur Geschichte der Thomasschule. Leipzig 1821.
- Johann Gottfried Stallbaum: Die Thomasschule zu Leipzig nach dem allmaligen Entwicklungsgange ihrer Zustände insbesondere ihres Unterrichtswesens. Starlitz, Leipzig 1839.
- Johann Gottfried Stallbaum: Das Griechische und Lateinische in unsern Gymnasien und seine wissenschaftliche Bedeutung für die Gegenwart. Eine Schulrede, begleitet von einigen Bemerkungen über reformatorische Bestrebungen unserer Zeit, womit zur geneigten Theilnahme an der Feier des Jahresschlusses in der Thomasschule den 31. December 1846 Abends um 5 Uhr die hohen Patrone und theilnehmenden Freunde des Gymnasiums ehrerbietigst und ergebenst einladet. Staritz, Leipzig 1846.
- Friedrich August Eckstein: Programm der Thomasschule in Leipzig. Wodurch zu der öffentlichen Schulprüfung und der Entlassungsfeierlichkeit am 6. und 7. April 1865. Edelmann, Leipzig 1865.
- Friedrich August Eckstein: Programm der Thomasschule in Leipzig für das Schuljahr 1868–1869. Edelmann, Leipzig 1869.
- Friedrich August Eckstein: Programm der Thomasschule in Leipzig für das Schuljahr Ostern 1872–1873. Edelmann, Leipzig 1873.
- Johann Friedrich Richard: Das Thomaskloster zu Leipzig, mit besonderer Berücksichtigung der Klosterschule. Hundertstund & Pries, Leipzig 1877.
- Richard Sachse: Programm zur feierlichen Einweihung des neuen Schulhauses der Schola Thomana, Leipzig am 5. November 1877. Leipzig 1877.
- Richard Sachse: Beiträge zur Geschichte des Thomasklosters und der Thomasschule. Edelmann, Leipzig 1880.
- Albert Brause: Johann Gottfried Stallbaum. Ein Beitrag zur Geschichte der Thomasschule in der ersten Hälfte des 19. Jahrhunderts. Leipzig 1897/1898.
- Oskar Dähnhardt, Rudolf Hildebrand: Volkstümliches aus dem Königreich Sachsen auf der Thomasschule gesammelt. Teubner, Leipzig 1898.
- Richard Sachse: Die ältere Geschichte der Thomasschule zu Leipzig. Leipzig 1912.
- Jakob Thomasius, Richard Sachse: Acta Nicolaitana et Thomana. Aufzeichnungen von Jakob Thomasius während seines Rektorates an der Nikolai- und Thomasschule zu Leipzig (1670–1684). Wörner, Leipzig 1912.
- Reinhart Herz, Richard Sachse, Karl Ramshorn: Die Lehrer der Thomasschule zu Leipzig, 1832–1912. Die Abiturienten der Thomasschule zu Leipzig, 1845–1912. Teubner, Leipzig 1912.
- Reinhart Herz: Die Siebenhundertjahrfeier der Thomasschule zu Leipzig. Edelmann, Leipzig 1913.
- Franz Kemmerling: Die Thomasschule zu Leipzig. Eine kurze Geschichte von ihrer Gründung 1212 bis zum Jahre 1227. Teubner, Leipzig 1927.
- Gottlieb Tesmer, Walther Müller: Ehrentafel der Thomasschule zu Leipzig. Die Lehrer und Abiturienten der Thomasschule zu Leipzig 1912–1932. Thomanerbund, Leipzig 1934.
- Alfred Jentzsch, Otto Berthold, Heinrich Lehmann: Aus der Geschichte der Thomasschule in alter und neuer Zeit. Festschrift zum 725jährigen Schuljubiläum. Teubner, Leipzig 1937.
- Bernhard Knick: St. Thomas zu Leipzig. Schule und Chor. Stätte des Wirkens von Johann Sebastian Bach. Bilder und Dokumente zur Geschichte der Thomasschule und des Thomanerchores mit ihren zeitgeschichtlichen Beziehungen. Mit einer Einführung von Manfred Mezger. Breitkopf & Härtel, Wiesbaden 1963.
- Werner Neumann, Christine Fröde: Die Bach-Handschriften der Thomasschule Leipzig. Katalog. Nationale Forschungs- und Gedenkstätten Johann Sebastian Bach der DDR, Leipzig 1986.
- Hans-Joachim Schulze (Hrsg.): Die Thomasschule Leipzig zur Zeit Johann Sebastian Bachs. Ordnungen und Gesetze 1634, 1723, 1733. Zentralantiquariat der Deutschen Demokratischen Republik, Leipzig 1987. ISBN 3-7463-0085-1
- Hans-Joachim Schulze: Die Thomasschule Leipzig zur Zeit Johann Sebastian Bachs. Bärenreiter, Kassel 1987.
- Judith Krasselt: Die Thomasschule zu Leipzig zwischen Weimarer Republik und Nationalsozialismus. Oederan, 2000.
- Corinna Wörner: Zwischen Anpassung und Resistenz. Der Thomanerchor Leipzig in zwei politischen Systemen (= Studien und Materialien zur Musikwissenschaft, Bd. 123). Georg Olms Verlag, Hildesheim, Baden Baden  2023, ISBN 978-3-487-16232-4. (Abstract)

### En inglés
- Percy Young: The musical tradition of the school and church of St. Thomas. American Choral Foundation, New York 1981.